# Poecilopsyche dhristadyumna
Poecilopsyche dhristadyumna är en nattsländeart som beskrevs av Schmid 1968. Poecilopsyche dhristadyumna ingår i släktet Poecilopsyche och familjen långhornssländor. Inga underarter finns listade i Catalogue of Life.